# Langoat
 Langoat  (en bretón Langoad) es una población y comuna francesa, situada en la región de Bretaña, departamento de Côtes-d'Armor, en el distrito de Lannion y cantón de Tréguier.

## Demografía
| 1208 | 1062 | 941 | 894 | 942 | 1056 | 1148 |
| Para los censos de 1962 a 1999 la población legal corresponde a la población sin duplicidades (Fuente: INSEE [Consultar]) |      |     |     |     |      |      |